# Flautas

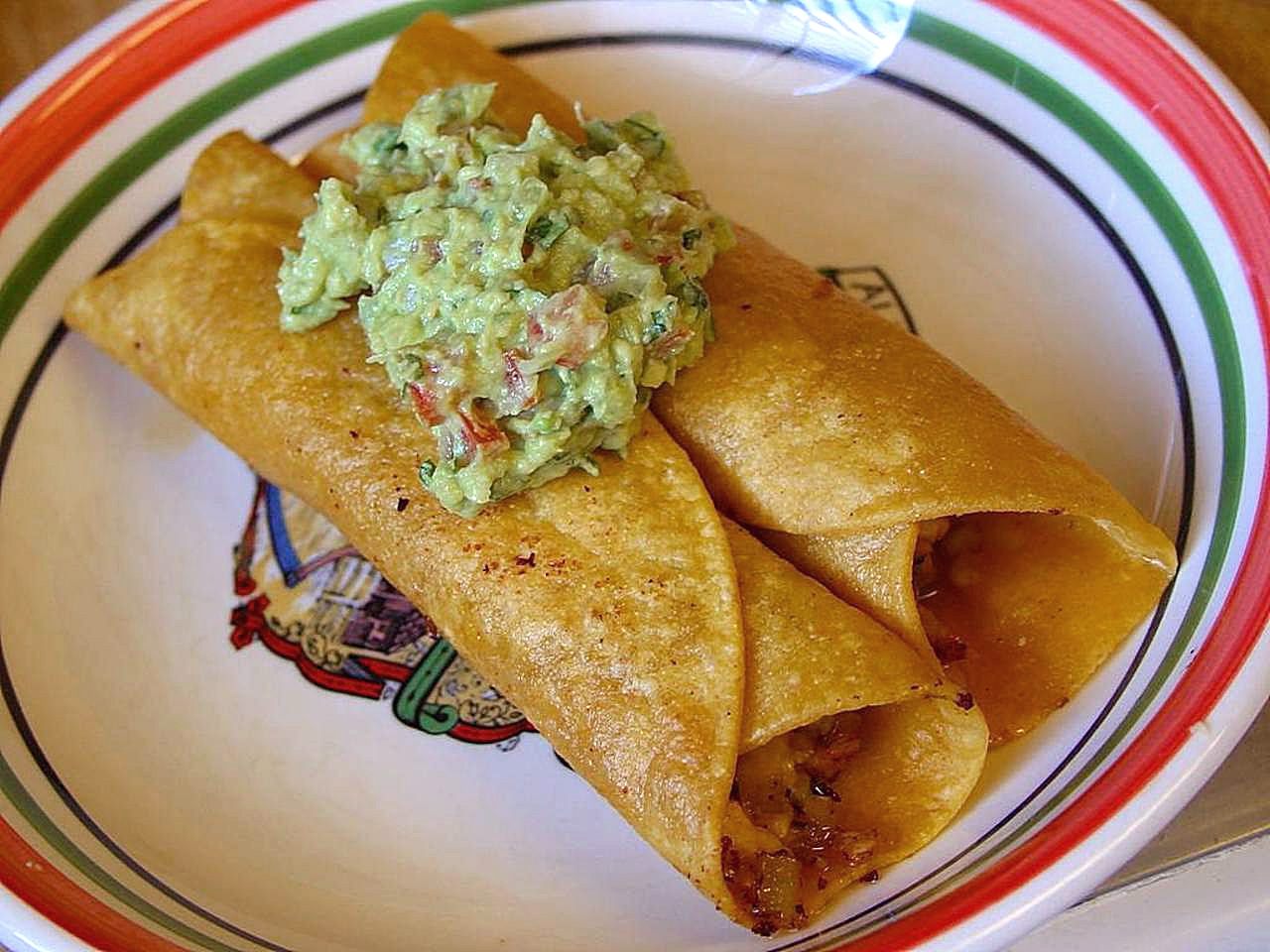
Flautas

Flautas – danie kuchni meksykańskiej, rodzaj tortilli, nadziewane kukurydziane rurki. Od tacos różnią tym, że po napełnieniu farszem są smażone, dlatego stają się twarde i chrupiące. Podawane są z sałatą i śmietaną.
Małe flautas są nazywane są flautitas; są rureczkami na jeden kęs.